# Бёрпи
Бёрпи (англ. Burpee, от имени изобретателя упражнения доктора Royal Burpee) — базовое многосуставное физическое упражнение, которое задействует много мышц тела, улучшает ловкость и выносливость. Требует длительного изучения. Подходит опытным спортсменам. Травмоопасно. Применяют при физической подготовке в армии и на флоте, кроссфите, троеборье.

## История
В 1939 году доктор Royal Burpee изобрёл нагрузочный тест из семи упражнений (одним из которых было упражнение «бёрпи») для выявления предельной нагрузки на сердечно-сосудистую систему, которую способен вынести конкретный человек, и описал в своей 150-страничной диссертации по прикладной физиологии в Учительском колледже Колумбийского университета. В частности, упражнение «бёрпи» состояло в поступательном движении из четырёх частей:
1. Присесть и разместить ладони рук около ступней ног.
2. Выпрямить ноги прыжком в положение планки.
3. Согнуть ноги в коленях прыжком и разместить около ладоней рук.
4. Встать выпрямившись.

Суть метода заключалась в измерении доктором пульса «в покое». После испытуемый выполнял 4 повторения упражнения в течение 20-и секунд. Доктор повторно измерял пульс. Скорость восстановления пульса до значения «в покое» показывала состояние здоровья сердца.

## Армия
В 1940-х годах во время Второй мировой войны армия США использовала метод доктора Бёрпи в целях оценки пригодности призывника к военной службе. Упражнение «бёрпи» было одним из семи упражнений для оценки физического развития призывника. Армия признавала годным призывника, если за 20 секунд он делал не менее десяти повторений упражнения «бёрпи» без остановки.
Доктор Бёрпи, в своей книге 1946 года, резко возражал против армейского подхода к упражнению и рекомендовал делать не более четырёх повторений упражнения.
Комплекс упражнений армии США (1944) «Ежедневная армейская дюжина» (The Army’s Daily Dozen):

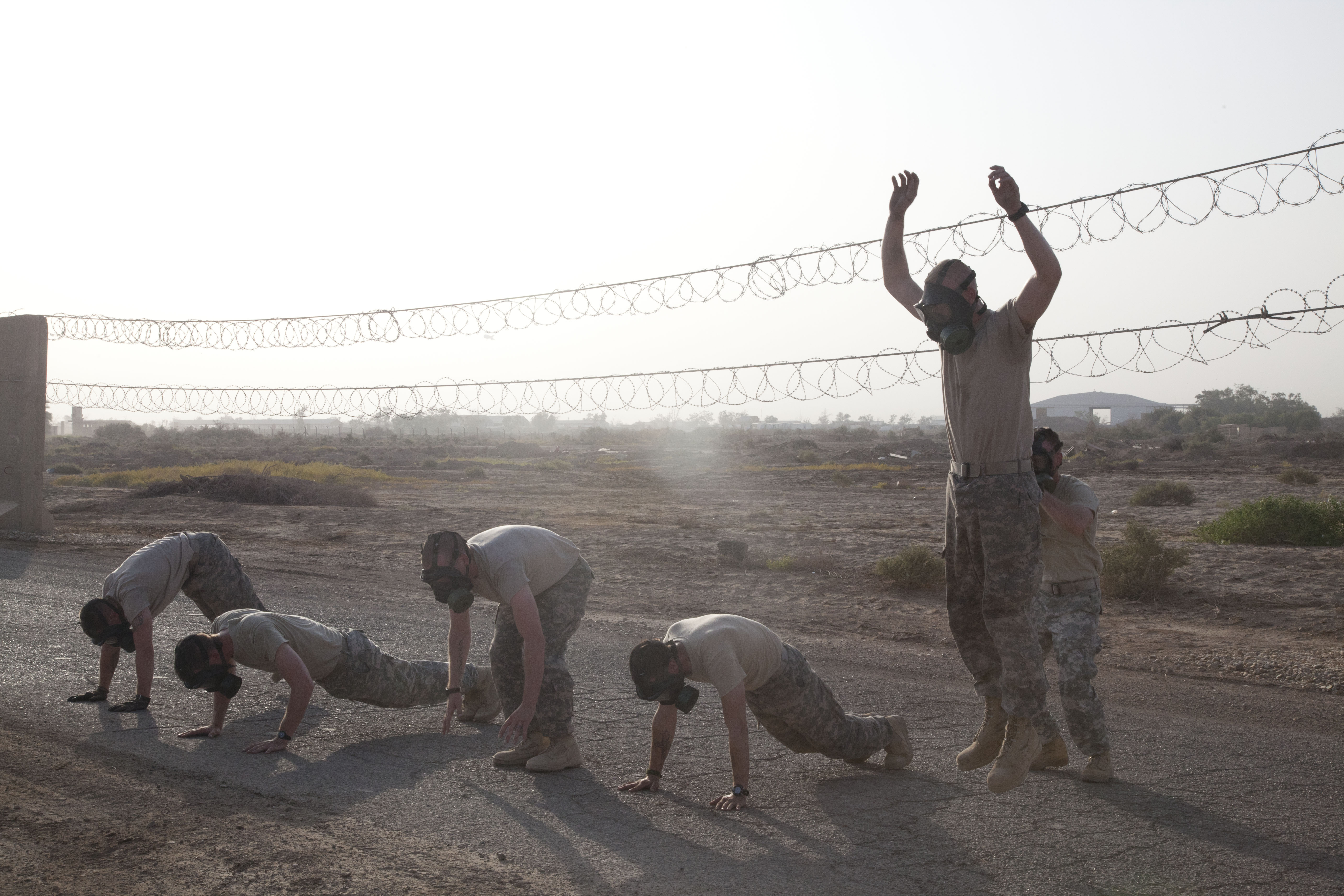
Солдаты армии США во время выполнения бёрпи в противогазах. Оккупированный Ирак, 15 июля 2011

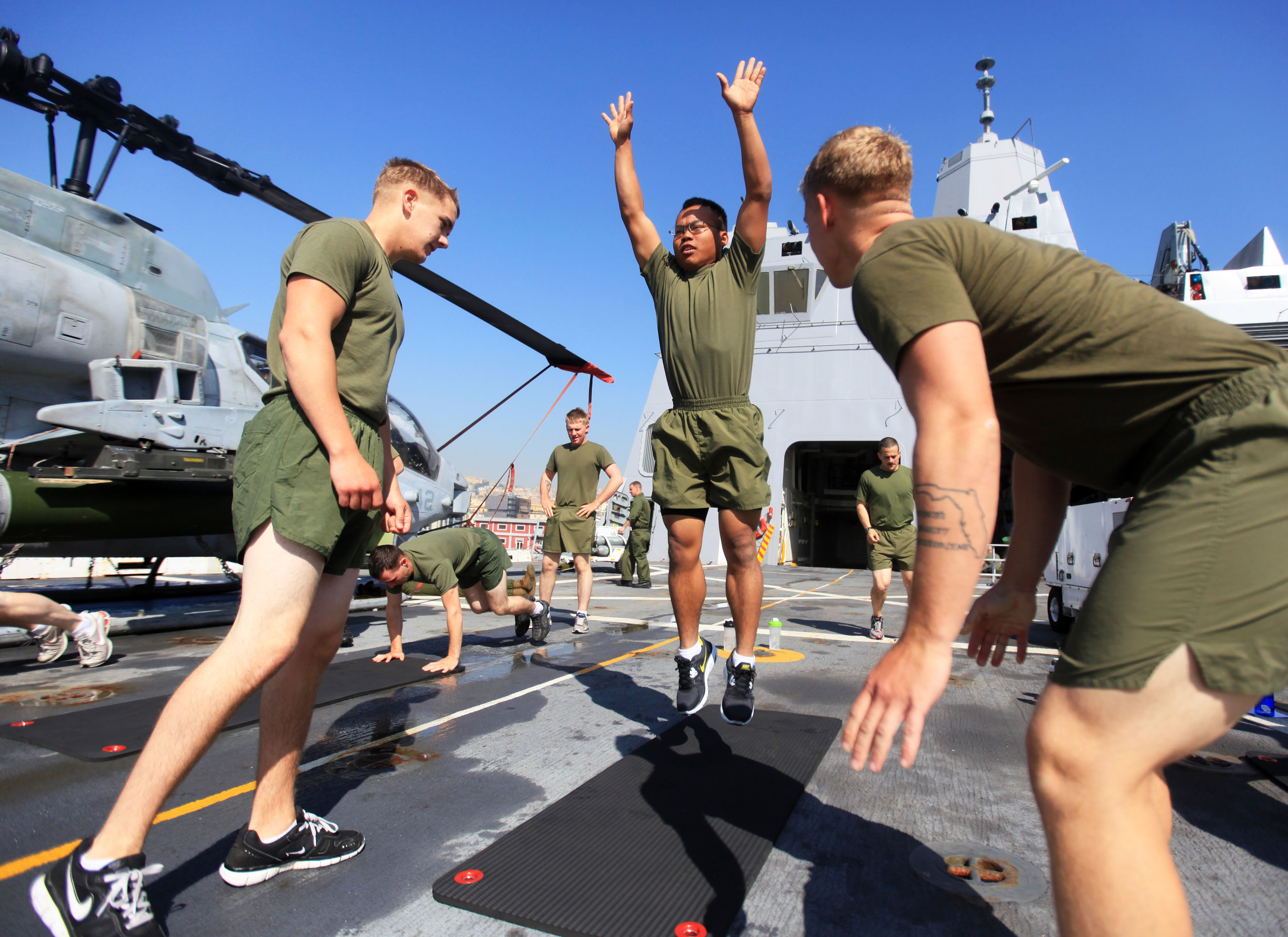
Морпехи США за утренним выполнением бёрпи на вертолётной площадке военного корабля, 28 апреля 2012

| №№ п/п | Наименование на английском языке            | Наименование на русском языке | Описание |
| ------ | ------------------------------------------- | ----------------------------- | --- |
| 1      | Burpee                                      | Бёрпи                         | Выполняется на четыре счёта; исходное положение — стоя, руки по швам, ноги расположены на расстоянии в дюйм (около 2,5 см); раз — присесть на корточки, руки между коленями, ладони на земле у стоп; два — выпрямиться, опершись на ладони и пальцы ног; три — вернуться в положение раз; четыре — встать в исходное положение                                                                        |
| 2      | High jumper                                 | Подпрыгивание                 | Подпрыгнуть из положения стоя, выбросить руки над головой |
| 3      | Squat bender                                | Присед-наклон                 | Раз — присесть с выпрямленными руками перед собой; два — выпрямиться; три — наклониться вперёд в поясе с прямыми руками, направленными к пальцам ног; четыре — выпрямиться в исходное положение |
| 4      | Rowing exercise                             | Подъём корпуса                | Исходное положение — лечь на спину с руками за головой; Раз — сесть с согнутыми в коленях ногами и выпрямленными перед собой руками; два — лечь; три — сесть; четыре — лечь |
| 5      | Sit-ups                                     | Подъём корпуса-подъём ног     | Сесть из положения лёжа, лечь, поднять прямые ноги за голову, опустить ноги, выпрямившись |
| 6      | Push-ups                                    | Отжимания                     | Согнуть руки из упора лёжа и выпрямить |
| 7      | Side bender                                 | Наклоны в стороны             | Из положения стоя руки в замке над головой, наклоняться в стороны |
| 8      | Eight count push-ups                        | Отжимания на счёт восемь      | Выполняется на счёт восемь; исходное положение — стоя, руки по швам, ноги расположены на расстоянии в дюйм; раз — присесть на корточки, руки между коленями, ладони на земле у стоп; два — принять упор на прямые руки и пальцы ног; три — согнуть руки; четыре — выпрямить руки; пять — согнуть руки; шесть — выпрямить руки; семь — вернуться в положение раз; восемь — встать в исходное положение |
| 9      | Squat jump                                  | Выпрыгивание из приседа       | Присесть (держа руки сомкнутыми за головой), выпрыгнуть вверх |
| 10     | Stationary run                              | Бег на месте                  | |
| 11     | Trunk twister                               | Наклон-поворот                | Сомкнуть руки за головой, наклониться в поясе, тянуть левый локоть к правой ступне ноги, тянуть правый локоть к ступне левой ноги, выпрямиться |
| 12     | Bank twist (по имени полковника T. P. Bank) | Опускание ног в бок           | Раскинуть руки, лёжа, поднять прямые ноги до уровня пояса, наклонить в одну сторону, после — в другую |

## Кроссфит
В кроссфите упражнение усложнилось, планка превратилась в отжимание в первой фазе упражнения, а выпрямление — в прыжок во второй фазе. На соревнованиях по кроссфиту за 7 минут выполняют до 150-и повторений упражнения.

## Разновидности
Поскольку упражнение «бёрпи» состоит из нескольких частей, со временем оно приняло весьма разнообразные формы (с гантелями, с подтягиванием колена к груди в планке, с прыжком коленями до груди во время выпрямления, с отжиманием на одной ноге), с самыми разными вариациями.

## Признаки
Плюсы
- Воздействие на все мышцы тела
- Улучшение ловкости и выносливости
- Возможно выполнять упражнение на ограниченном пространстве (корабль, тюремная камера)
- Отсутствие снаряжения[6][7]

Минусы
- Повреждение суставов (тазобедренных, коленных, запястных, локтевых, плечевых)
- Противопоказано людям с избыточным весом и хроническими заболеваниями[6]